# 中島かつみ
中島 かつみ（なかじま かつみ）は日本の元女優。

## 人物
1970年代前半にテレビドラマを中心に活動。
中でも1971年放送の『仮面ライダー』14話より登場するいわゆる「ライダーガールズ」の一員「ミチ」役で知られる。ライダーガールズとしては山本リンダ、沖わか子が中島と共に14話より登場したが、14話以前より登場していた島田陽子も含め、中島のみバイク経験があった。

## 出演作品
- 仮面ライダー 第14話「魔人サボテグロンの襲来」 - 第25話「キノコモルグを倒せ!」（1971年、MBS） -　ミチ
- 帰ってきたウルトラマン 第32話「落日の決闘」（1971年、TBS） - アベック
- 特別機動捜査隊 第537話「愛と憎しみのバラード」（1972年、NET）